# Ренон
Ренон (итал. Renon) је насеље у Италији у округу Болцано, региону Трентино-Јужни Тирол.
Према процени из 2011. у насељу је живело 6993 становника. Насеље се налази на надморској висини од 1208 м.

## Становништво
Према резултатима пописа становништва 2011. у општини је живело 7.642 становника.
| 1931. | 1936. | 1951. | 1961. | 1971. | 1981. | 1991. | 2001. | 2011. |
| ----- | ----- | ----- | ----- | ----- | ----- | ----- | ----- | ----- |
| 4.688 | 4.949 | 4.900 | 4.750 | 4.845 | 5.391 | 6.101 | 6.993 | 7.642 |

## Партнерски градови
- Кирххајмболанден